# Colonia Guadalupe, Michoacán de Ocampo
Colonia Guadalupe är en ort i Mexiko.   Den ligger i kommunen Maravatío och delstaten Michoacán de Ocampo, i den södra delen av landet, 150 km väster om huvudstaden Mexico City. Colonia Guadalupe ligger 2 065 meter över havet och antalet invånare är 394.
Terrängen runt Colonia Guadalupe är kuperad åt nordost, men åt sydväst är den platt. Runt Colonia Guadalupe är det ganska tätbefolkat, med 104 invånare per kvadratkilometer. Närmaste större samhälle är Maravatío, 9,0 km söder om Colonia Guadalupe. I omgivningarna runt Colonia Guadalupe växer huvudsakligen savannskog.